# Como las mariposas
«Como las mariposas» es una canción escrita por el cantautor peruano Pedro Suárez-Vértiz, lanzado como cuarto sencillo de su cuarto álbum de estudio Play, publicado en el 2004; y del quinto álbum de estudio Talk Show, publicado en 2006.

## Canción
Esta canción fue escrita por Pedro Suárez-Vértiz (al igual que el resto de sus canciones), llegando a los primeros lugares en las listas en muchos países de Latinoamérica, Estados Unidos y Europa. Siendo uno de sus mayores éxitos hasta la fecha.

## Apoyo artístico-musical y reparto para la grabación en estudio
- Pedro Suárez-Vértiz: Voces, guitarra, piano acústico, teclado, silbido y palmas.
- Marcos Villaverde: Batería y palmas.
- Maricarmen Dongo: Percusión.
- Jean Pierre Magnet: Vientos.